# Громова, Ирина Александровна
Ирина Александровна Гро́мова (до замужества Мешкичева; род. 15 февраля 1961 года, Томск) — заслуженный тренер России, старший тренер Паралимпийской сборной команды России по лыжным гонкам и биатлону.
Тренер паралимпийцев. Среди её воспитанников шестикратный паралимпийский чемпион Сергей Шилов, паралимпийский чемпион Михаил Терентьева, шестикратный паралимпийский чемпион, Роман Петушков, большое количество победителей и призёров чемпионатов и Кубков мира.

## Биография
В 1976 году начала заниматься лыжными гонками. С 1977 года по 1980 год член молодёжной сборной команды СССР по лыжным гонкам. Многократный победитель и призёр СССР среди юниоров, участница чемпионата мира среди юниоров 1979.
В 1984 году вышла замуж за Дмитрия Громова, который за два года до этого получил травму позвоночника. С 1988 года Громова стала заниматься спортом с инвалидами. Имеет высшее образование — МГАФК.
В 1992 году с учениками спортсменами-инвалидами принимала участие в зимних Паралимпийских играх в Альбервилле (Франция).
- На Чемпионате Европы в 1993 году две бронзовые медали по лыжным гонкам.
- В 1994 году на Паралимпийских играх в Лиллехаммере её ученики занимают 6 место.
- В 1996 году на чемпионате Мира — 1 золотая и 1 бронзовая медали.
- На Чемпионате Европы 1997 года — 5 золотых и 4 серебряные медали.
- На Паралимпийских играх в Нагано (Япония) в 1998 году завоевано 1 золотая, 2 серебряных и 1 бронзовая медали.
- На Паралимпийских играх в Солт-Лейк-Сити (США) в 2002 году воспитанники Ирины Громовой завоевали: Шилов Сергей — 3 золотых, 1 серебряную медали, Терентьев Михаил — 1 золотая, 2 серебряные медали, Даровских Валерий — 1 серебряная медаль (биатлон).
- На Паралимпийских играх в Турине (Италия) в 2006 году воспитанники Ирины Громовой завоевали: Киселёв Владимир — 2 золотых медали (биатлон), Шилов Сергей — 2 серебряные и 1 бронзовая медали, Терентьев Михаил — 1 бронзовая медаль.
- На Паралимпийских играх в Ванкувере (Канада) в 2010 году было завоевано: Шилов Сергей — 2 золотых медали (лыжные гонки), Киселёв Владимир — 1 серебряная и 1 бронзовая медали, Петушков Роман — 1 серебряная и 1 бронзовая медали.
- На Паралимпийских играх в Сочи (Россия) в 2014 году воспитанники Ирины Громовой завоевали: Роман Петушков — 6 золотых медалей, Светлана Коновалова — 2 золота, 2 серебра, 1 бронза, Александр Проньков — 1 золото, Алексей Быченок — 1 серебро.[2]

В 2010 году была названа «Лучшим тренером года».
Тренер лыжников, биатлонистов, легкоатлетов. В 2015 году в Дохе (Катар) её подопечные выступали на чемпионате Мира по легкой атлетике лиц с ПОДА (поражением опорно-двигательного аппарата), Алексей Быченок завоевал бронзовую медаль в классе Т54 на 200 метров.
Благодаря Громовой большое количество спортсменов-инвалидов получили возможность заниматься спортом и завоевывать международные награды. Среди них: Маргарита Гончарова, Александра Могучая, Иван Гончаров, Акжана Абдикаримова, Наталья Кочерова, Рустам Аминов, Виталий Гриценко, Ирина Гуляева, Ирина Вертинская, Александр Ганзей, Светлана Ярошевич, Ильгам Махмутов и многие другие.
В 2016 году команда Ирины Громовой готовилась выступить на Летних Паралимпийских Играх в Рио-де-Жанейро, однако 7 августа 2016 года Международный Паралимпийский комитет запретил Паралимпийской сборной России участие в Паралимпийских играх 2016 из-за доклада WADA о допинге 35 российских паралимпийцев. 23 августа Спортивный арбитражный суд отклонил жалобу Паралимпийского комитета России, оставив запрет в силе.

## Награды и звания
- Орден Почета (2014)[4]
- Орден Дружбы (2010)[5]
- Медаль Ордена «За заслуги перед Отечеством» 1 степени (2008)[6]
- Медаль Ордена «За заслуги перед Отечеством» 2 степени (1999)[6]
- Заслуженный тренер России